# Juan Mariano de Goyeneche y Gamio
Pour les autres membres de la famille, voir Goyeneche.
Juan Mariano de Goyeneche y Gamio (né le 4 février 1834 à Arequipa, Pérou - mort le 6 juillet 1924 à Saint-Sébastien, Espagne), comte de Guaqui, Grand d'Espagne de « Primera Clase », marquis de Villafuerte était un homme politique et diplomate péruvien de la seconde moitié du XIXe et du début du XXe siècle.

## Biographie
Juan Mariano de Goyeneche est un membre d'une famille historique d'Espagne, originaire de la Navarre, propriétaire d'une exploitation agricole (finca) dans la vice-royauté du Pérou à la fin du XVIIIe siècle et lié à la faction royaliste durant les guerres d'indépendances.
Lorsque, en 1821, le Pérou se déclare indépendant de sa métropole, les parents de Juan Mariano décident de ne pas retourner sur la péninsule et c'est là qu'il naît avec la nationalité péruvienne.
Il reçoit sa première éducation au collège séminariste de la ville blanche d'Arequipa, la complétant, à ses quatorze ans, en Espagne. D'abord à Madrid sous la direction de P. Ramón Escudero Sáez, et ensuite dans le collège de Vergara. Il terminera son cursus d'études de jurisprudence à l'université centrale.

## Vie politique
Lorsqu'il retourne sur les terres de ses parents, il veut participer à la vie publique péruvienne étant élu député d'Arequipa au Congrès national, formant dans les rangs du parti conservateur (1860, 61, 64 et 71-76). Il apporta de grands services au Pérou durant la guerre contre le Chili.
En 1871 il reçoit la proposition de se présenter à la présidence de la République, proposition qu'il repoussera. À la prise en charge du gouvernement, Manuel Pardo lui offre le portefeuille de l'Intérieur, qu'il décline également. Des années plus tard, en 1880, il lui offre le ministère des Relations extérieures, qu'il refusera encore. Durant sa gestion, il passe un accord très avantageux avec les créanciers du Pérou leur offrant l'exploitation directe du guano comme garantie de la dette et des nouveaux prêts qu'il consentiraient à octroyer au pays.

## Représentant diplomatique
En 1877 il est nommé ministre plénipotentiaire à Paris et en 1880 à Madrid. On lui doit la signature du traité de paix et d'amitié avec l'Espagne qui mettra fin définitivement aux disputes existantes avec de nombreuses nations depuis la proclamation d'indépendance en 1821. En 1887, il sera nommé ministre plénipotentiaire devant le Saint-Siège et en 1918 ambassadeur de Sa Sainteté le Pape.
Durant ses voyages en Europe il étudie toutes les avancées qui pourraient être appliquées ensuite au Pérou, prenant des notes qu'il faisait parvenir à Lima.

## Autres charges

La Croix de Santiago, emblème de l'ordre.

Il est nommé académicien à l'Academia Lauretana de Ciencias y Artes, président de la commission péruvienne de l'exposition universelle de 1878, délégué pour le Pérou dans le congrès postal de Paris et membre de l'union postale universelle.
En Espagne, Goyeneche est nommé Grand (Prócer en espagnol) du royaume et chevalier de l'ordre militaire de Santiago.
L'idéal qu'il poursuit tout au long de sa vie publique est d'arriver à une paix complète et solide entre l'Espagne et les républiques latino-américaines qui doivent leur origine à la formation d'une ligue insoluble et puissante qui a pour objet la protection mutuelle de leurs intérêts, tant moraux, de races et religions que matérielles, de commerce, d'industries et agricoles.

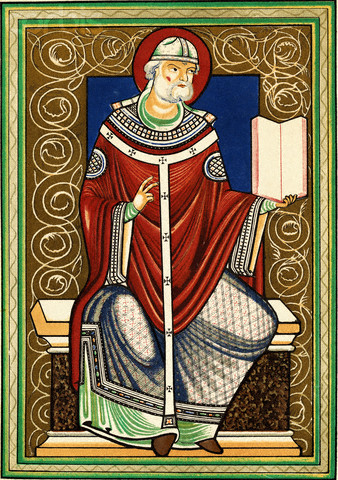
Le Pape Gregorio I Magno

Il est décoré, entre autres, des Grands Croix, de l'ordre royal de Charles III, du poncife San Gregorio Magno, Grand Dignitaire et Grand Croix de l'ordre Impérial de la Rosa du Brésil et de la Sol du Pérou.
Il épouse Doña Juana de la Puente y Risco, marquise de Villafuerte, dans le palais de l'archevêque de Lima, avec la bénédiction de son oncle José Sebastián de Goyeneche, ancien évêque d'Arequipa, archevêque de Lima et primat du Pérou.

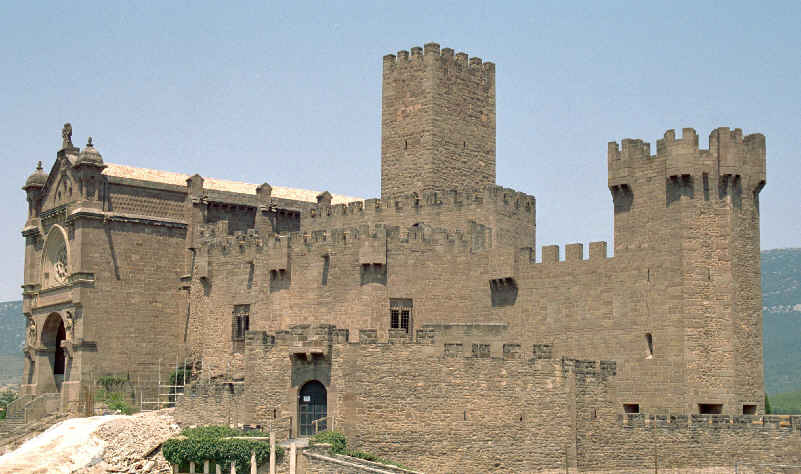
Château de Javier.

Avec ses frères il apporte les fonds nécessaires pour la construction du superbe hôpital Goyeneche d'Arequipa ainsi que pour la restauration du château de Javier en Navarre ainsi que l'édification d'une basilique adossée à celui-ci et de constructions annexes. Il donne personnellement une image du Christ de 9 mètres qui couronnait le monument au Sacré-Cœur de Jésus de la butte de Los Angeles qui sera dynamité par les miliciens marxistes durant l'été 1936.